# Elchotowo
Elchotowo (ros. Эльхотово, oset. Елхот) – wieś (ros. село, trb. sieło) w należącej do Rosji autonomicznej północnokaukaskiej republice Osetii Północnej-Alanii, ośrodek administracyjny rejonu kirowskiego.